# Quinhámel
Quinhámel – miasto w zachodniej Gwinei Bissau, stolica regionu Biombo. Liczy 3,156 mieszkańców (dane szacunkowe na rok 2007 na podstawie World Gazetteer).